# Cyclemys oldhami
La tartaruga foglia dell'Asia sud-orientale (Cyclemys oldhami Gray, 1863) è una specie di tartaruga della famiglia dei Geoemididi.

## Descrizione
Il guscio raggiunge 250 mm di lunghezza e la forma è circa rettangolare (il carapace ha i lati paralleli, come in C. gemeli), con il margine posteriore seghettato. Il carapace è pigmentato di marrone scuro ed è solitamente privo del pattern radiato negli esemplari maturi. Piastrone e ponte, negli immaturi, sono bruni con piccole macchie nere irregolari; nei sub-adulti il pattern ventrale è a raggi che si infittiscono con l'avanzare dell'età fino a fondersi, rendendo il ponte e il piastrone quasi del tutto neri o marroni. Il collo e la testa presentano delle striature nei giovani, mentre la gola è chiara con chiazze scure. Nelle popolazioni occidentali queste striature si perdono con la maturità, mentre in quelle orientali persistono. In ogni caso gli adulti C. oldhami sono facilmente distinguibili dalle altre «dark-bellied leaf turtles» (= C. fusca, C. gemeli e C. enigmatica) per la colorazione a chiazze (macchie scure su fondo marrone chiaro) sulla sommità del capo.

## Distribuzione e habitat
Penisola indocinese: dal Myanmar centrale fino al Vietnam meridionale, passando per la Cambogia, il Laos e la Thailandia. Da verificare la presenza nella penisola cinese dello Yunnan. È una specie semi-acquatica, come le altre Cyclemys.